# Lital
Lital – siedlisko kamienistego lub skalistego dna w zbiorniku wodnym, zamieszkane przez specyficzny zespół organizmów – liton. Strefa ta narażona jest na falowanie, czego skutkiem może być wypłukiwanie frakcji ilastych do głębszych miejsc zbiornika. Środowisko to zamieszkują organizmy mocno przytwierdzające się do podłoża:
- na stałe (haptobentos), np.: gąbki, jamochłony, wąsonogi,
- bądź okresowo (merohaptobentos), np.: skorupiaki, mięczaki.

Do litalu zalicza się również tzw. endoliton, czyli organizmy drążące w skale, np. mięczaki.